# Nemanja Miljanović
Nemanja Miljanović (Pribinić, Teslić, Serbia, 4 de agosto de 1971) es un exfutbolista serbio-sueco. Jugó de centrocampista, en el Hércules CF, UD Salamanca y mayormente en el IF Elfsborg.Actualmente es entrenador del equipo sueco AFC Eskilstuna.

## Trayectoria
Llegó a la ciudad sueca de Borås con 5 años, por ese motivo posee la doble nacionalidad. Se formó en las categorías inferiores del equipo sueco IF Elfsborg. Tras de 12 temporadas en el IF Elfsborg fichó por el Hércules CF hasta el 30 de junio de 1999, convirtiéndose así en uno de los refuerzos del mercado invernal de la temporada 1996/97. Debutó con el Hércules CF el 27 de noviembre de 1996, en un Hércules CF-Levante UD (2-0), encuentro de vuelta de la segunda ronda de la Copa del Rey; jugó en el once titular y fue reemplazado por Andrei Moj en el minuto 62. Debutó en la Liga española el 1 de diciembre de 1996, en el encuentro CD Logroñés-Hércules CF (3-2), de la 15.ª jornada; saltó al terreno en el minuto 64 en sustitución de Antón.
En su primera temporada en el Hércules CF, participó mucho en la segunda vuelta de la Liga, jugó 1.231 minutos en 22 partidos y materializó 2 goles. En la temporada 1997/98, tras el descenso del conjunto herculano a Segunda División, siguió siendo de los jugadores más utilizados por el entrenador Quique Hernández, llegando a disputar 947 minutos, aunque para David Vidal dejó de contar. Así pues, en el mercado de invierno fue traspasado a la UD Salamanca por 30 millones de pesetas. Allí jugó tan solo 159 minutos en Primera División. El Salamanca rentabilizó el traspaso, vendiéndolo nuevamente al Hércules CF por unos 60 millones de pesetas. La temporada 1998/99 resultó nefasta para el Hércules CF que quedó penúltimo de Segunda División y descendió a Segunda División B. Miljanović apenas aportó nada al equipo en los 8 partidos que jugó (500 minutos disputados), al término de esa campaña, el club alicantino estuvo al borde de la desaparición por problemas de solvencia económica, y fue uno de los pocos jugadores que no retiró la denuncia por impago. Tras su periplo español, retornó a la ciudad de Borås para terminar su carrera como jugador en el club de toda su vida, el IF Elfsborg.
En 2008 entrenó al FK Proleter Teslić de la Segunda División de Serbia (Prva liga Republike Srpske). Jugó en el equipo de veteranos del Hércules CF. En la actualidad, entrena al AFC Eskilstuna sueco.

### Personal
Está casado con una alicantina que conoció cuando jugaba en el Hércules CF, con ella ha tenido un hijo nacido en el país materno.

## Clubes

### Como jugador
| Club         | País   | Año       |
| ------------ | ------ | --------- |
| IF Elfsborg  | Suecia | 1990-1996 |
| Hércules CF  | España | 1996-1997 |
| UD Samalanca | España | 1998      |
| Hércules CF  | España | 1998-1999 |
| IF Elfsborg  | Suecia | 1999-2000 |

### Como entrenador
| Club                   | País   | Año       |
| ---------------------- | ------ | --------- |
| FK Proleter Teslić     | Serbia | 2008      |
| CF L´Alfàs del Pi      | España | 2010-2012 |
| CD El Altet            | España | 2012-2013 |
| Elche CF (Cantera)     | España | 2013-2014 |
| Syrianska FC (Cantera) | Suecia | 2014      |
| Syrianska FC           | Suecia | 2015      |
| IF Elfsborg            | Suecia | 2017      |
| AFC Eskilstuna         | Suecia | 2018-     |